# Deena Kastor
Deena Michelle Kastor, nacida como Deena Michelle Drossin (14 de febrero de 1973) es una corredora de larga distancia estadounidense que posee los récords nacionales de maratón y media maratón. Ganó la medalla de bronce en la maratón de los Juegos Olímpicos de Atenas 2004. También ha ganado en ocho ocasiones el campeonato estadounidense de cross.

## Biografía
En 1989, a los 16 años, fue tercera en el CIF California State Meet, pero ganó en los dos años siguientes, defendiendo al club al Agoura High School de Agoura Hills. En estos mismos años formó parte del equipo nacional estadounidense sub-20 que participó en el campeonato mundial de campo a través en Aix-les-Bains, Francia y Amberes, Bélgica, donde terminó el 72.º y el 40.º. En 1997 volvió al campeonato mundial de campo a través, terminando en la posición 29. En 1998 terminó en vigésimo lugar, en 1999 la décima, y en los dos siguientes años en duodécimo puesto. En 2002 y 2003 consiguió una medalla de plata, por detrás de Paula Radcliffe (también plata por equipos) y de Werknesh Kidane (también bronce por equipos), respectivamente. A partir de este año se centró en la distancia de maratón, pero volvió al campeonato mundial de campo a través en 2013, quedando la 34.ª.
En 2015 batió el récord estadounidense máster en el maratón de Chicago con un tiempo de 2:27:47, terminando en séptima posición y primera estadounidense.

## Mejores marcas
| Distancia     | Tiempo   | Lugar          | Fecha                |
| ------------- | -------- | -------------- | -------------------- |
| 1500 m        | 4:07.82  | Heusden-Zolder | 5 de agosto de 2000  |
| 2000 m.       | 5:42.76  | Heusden-Zolder | 14 de julio de 2001  |
| 3000 m        | 8:42.59  | Zürich         | 11 de agosto de 2000 |
| 2 millas      | 9:35.89  | Walnut         | 19 de abril de 2002  |
| 5000 m        | 14:51.62 | Estocolmo      | 1 de agosto de 2000  |
| 5 km.         | 14:54    | Carlsbad       | 7 de abril de 2002   |
| 10 000 m      | 30:50.32 | Palo Alto      | 3 de mayo de 2002    |
| 10 km.        | 31:27    | Jacksonville   | 8 de marzo de 2003   |
| 15 km.        | 47:15    | Jacksonville   | 8 de marzo de 2003   |
| 20 km.        | 1:04:07  | Berlín         | 2 de abril de 2006   |
| Medio maratón | 1:07:34  | Berlín         | 2 de abril de 2006   |
| 25 km.        | 1:21:57  | Chicago        | 9 de octubre de 2005 |
| 30 km.        | 1:38:29  | Chicago        | 9 de octubre de 2005 |
| Maratón       | 2:19:36  | Londres        | 23 de abril de 2006  |

## Premios
- Premio Jesse Owens en 2002 y 2003.[4][5]
- Corredora del año para la USATF (2001, 2003, 2004 y 2008).[6]
- Corredora del año para la USATF en categoría máster (2013, 2014 y 2015).[7]
- Premio C.C. Jackson (2002, 2003 y 2004).[8]
- Premio al desarrollo del año para la USATF (2001).[9]
- Atleta del año de cross para la USATF (2001 y 2003) y en 2002 como miembro del equipo estadounidense.[10]
- Incluida en el Salón de la Fama judío en 2007.[11]

## Vida personal
A comienzos de 2011 Deena anunció que había dado a luz a un hijo, Piper Bloom.